# Lista de representantes permanentes do Irão nas Nações Unidas
Esta é uma lista de representantes permanentes do Irão, ou outros chefes de missão, junto da Organização das Nações Unidas em Nova Iorque.
O Irão foi um dos Estados fundadores das Nações Unidas e é membro desde 24 de outubro de 1945.
| Início | Término | Representante permanente (Chefe de missão) | Cargo                        | Credenciais |
| ------ | ------- | ------------------------------------------ | ---------------------------- | ----------- |
| 1946   | 1947    | Hassan Taqizadeh                           | Chefe da delegação           | -           |
| 1947   | 1950    | Nasrollah Entezam                          | Representante permanente     |             |
| 1950   | 1955    | Ali Gholi Ardalan                          | Representante permanente     |             |
| 1955   | 1959    | Djalal Abdoh                               | Representante permanente     |             |
| 1959   | 1970    | Mehdi Vakil                                | Representante permanente     |             |
| 1970   | 1979    | Fereydoon Hoveyda                          | Representante permanente     |             |
| 1979   | 1979    | Jamal Shemirani                            | Encarregado de negócios a.i. | -           |
| 1979   | 1980    | Mansour Farhang                            | Representante permanente     |             |
| 1980   | 1980    | Jamal Shemirani                            | Encarregado de negócios a.i. | -           |
| 1981   | 1987    | Saeed Rajaee Khorasani                     | Representante permanente     |             |
| 1987   | 1988    | Mohammad Ja'afar Mahallati                 | Encarregado de negócios a.i. | -           |
| 1988   | 1989    | Mohammad Ja'afar Mahallati                 | Representante permanente     |             |
| 1989   | 1997    | Kamal Kharazi                              | Representante permanente     |             |
| 1997   | 2002    | Seyyed Mohammad Hadi Nejad-Hosseinian      | Representante permanente     | 1998-03-13  |
| 2002   | 2007    | Mohammad Javad Zarif                       | Representante permanente     | 2002-08-05  |
| 2007   | 2014    | Mohammad Khazaee                           | Representante permanente     | 2007-07-25  |
| 2014   | 2015    | Gholamhossein Dehghani                     | Encarregado de negócios a.i. | -           |
| 2015   | atual   | Gholamali Khoshroo                         | Representante permanente     | 2015-02-17  |